# Ute Schwager
Ute Schwager, geb. Wetzig (* 11. April 1971 in Halle (Saale)) ist eine ehemalige deutsche Wasserspringerin. Sie sprang im 10-m-Turmspringen und mit Anke Piper im 10-m-Synchronspringen. Zwischen 1989 und 2000 gewann sie bei sieben aufeinander folgenden Europameisterschaften eine Medaille.
Ihre erste Medaille gewann Schwager, noch für die DDR startend, bei der Europameisterschaft 1989 in Bonn, wo sie im Einzel vom Turm Europameisterin wurde. Es war der Auftakt einer Serie von Medaillengewinnen bei Europameisterschaften. 1991 in Athen folgte eine Bronzemedaille, 1993 in Sheffield Silber, ehe sie 1995 in Wien abermals Europameisterin wurde. 1997 in Sevilla kam das 10-m-Synchronspringen als neue Disziplin hinzu, Schwager errang mit ihrer Synchronpartnerin Piper auf Anhieb die Goldmedaille. 1999 in Istanbul erreichte das Duo dann Silber. 2000 in Helsinki gewann Schwager Silber im Einzel und mit Piper im Synchronspringen erneut Gold.
Schwager nahm im Einzel vom Turm an drei Olympischen Spielen teil. 1992 in Barcelona belegte sie in der Qualifikation Rang 14, 1996 in Atlanta und 2000 in Sydney wurde sie im Finale jeweils Zwölfte.
Schwager startete bis 1992 für den SV Halle. Im gleichen Jahr begann sie in Leipzig eine Ausbildung zur Sozialversicherungsfachangestellten und startete in der Folge für den Betriebssportverein AOK Leipzig. Nach dem Ende ihrer aktiven Karriere nach den Olympischen Spielen 2000 agierte Schwager auf nationaler Ebene mehrere Jahre als Kampfrichterin, zog sich aber schließlich vom Wasserspringen zurück. Im Jahr 2003 sprang sie bei einer Benefizveranstaltung noch einmal vom 10-m-Turm und brach sich dabei das Handgelenk. Bei einem Handballspiel des SC Markranstädt lernte sie Stefan Schwager, der sich für den Verein engagierte, kennen, im Jahr 2009 heiratete das Paar. Ute Schwager hat einen Sohn aus einer vorherigen Beziehung.